# Parahupehsuchus
Parahupehsuchus es un género extinto de reptil marino hupehsuquio que vivió durante el Triásico Inferior en China. El género es monotípico, ya que solo es conocido de la especie Parahupehsuchus longus, a su vez conocido de un único espécimen. Como otros hupehsuquios, poseía un conjunto de características no vistas en ningún otro grupo de reptiles, incluyendo un torso alargado, una cola tan larga como el resto del cuerpo, extremidades cortas en forma de aletas, huesos adicionales en sus manos y pies, costillas y gastralia gruesas, espinas neurales de las vértebras divididas en dos partes, y placas óseas sobre dichas espinas neurales. Difiere de otros hupehsuquios por tener un cuerpo más alargado y costillas más anchas que se tocaban a lo largo de sus bordes y no tenían espacios entre estas. Las costillas se conectaban con la gastralia en la parte baja del torso formando un "tubo" óseo alrededor de la pared corporal.

## Descripción

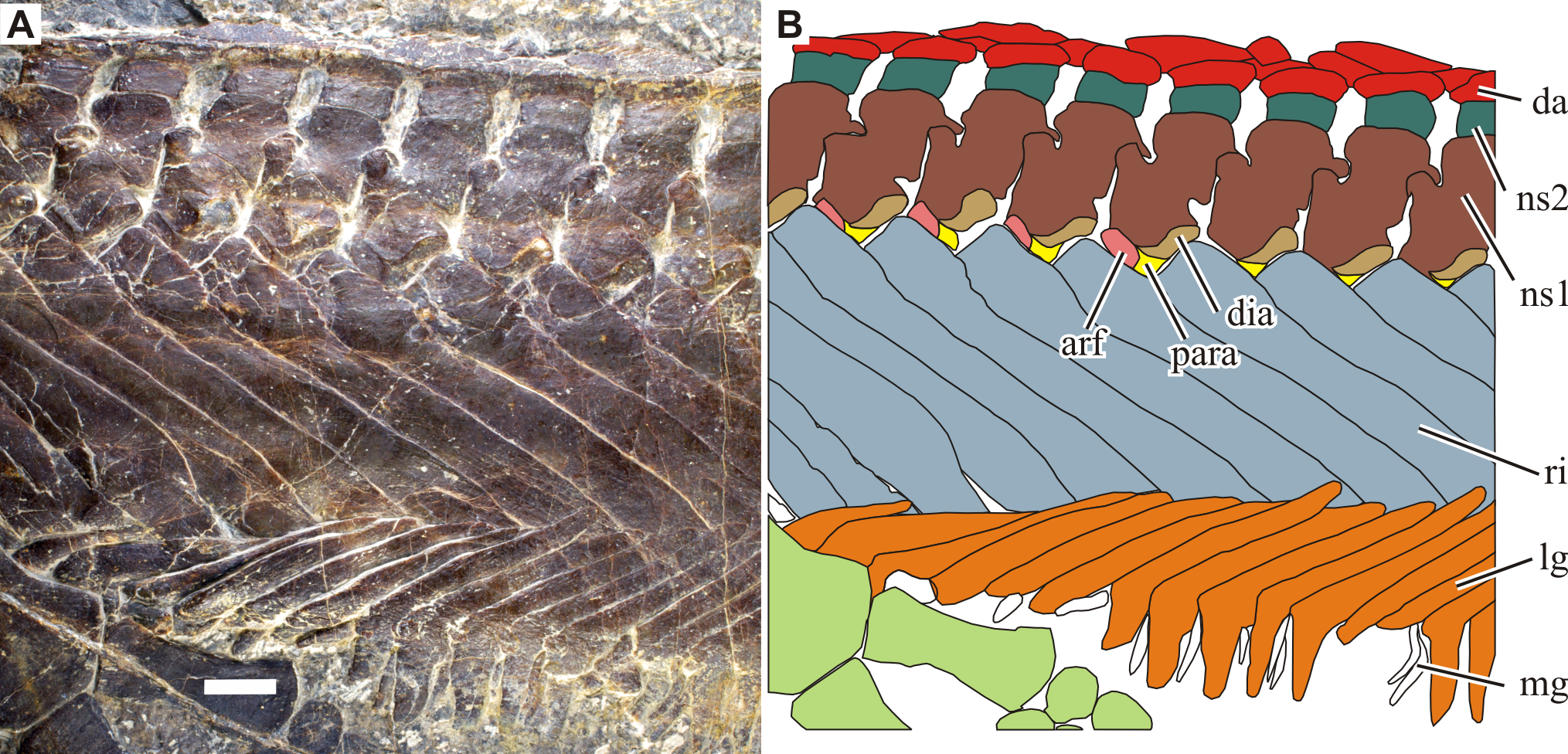
Diagrama mostrando la armadura y el torso.

Parahupehsuchus longus es conocido a partir del espécimen tipo WGSC 26005, hallado en un afloramiento del Triásico Inferior (Olenekiense) en la Formación Jialingjiang en la zona de Yuan'an, en la provincia de Hubei, China en 2011. WGSC 26005 consiste de la mitad izquierda parcial de un esqueleto al que le falta el cráneo y la mayor parte de la cola. El torso de Parahupehsuchus está bastante alargado; tenía 38 vértebras dorsales, diez más que en Hupehsuchus y el hupehsuquio sin nombrar IVPP V4070. La caja torácica de Parahupehsuchus es estrecha y en forma de tubo, a diferencia de la caja torácica en forma de barril de Hupehsuchus.
Las costillas de Parahupehsuchus son muy distintas a las de cualquier otro hupehsuquio. Son anchas y planas, tocándose cada borde de las costillas de modo que se formara una estructura cerrada a modo de tubo óseo. Filas de gastralia en el vientre del animal formaban una pared ósea que cerraba el tubo. Cada costilla se articulaba con dos vértebras dorsales, encajadas entre las diapófisis y las parapófisis de la vértebra en frente de esta y una faceta anterior de la costilla extendiéndose desde la parapófisis de la vértebra inmediatamente detrás. Cada costilla se extendía hacia atrás a partir de su conexión con las vértebras. Las gastralia, las cuales se superponían a los extremos inferiores de las costillas, se extendían hacia adelante.

## Filogenia

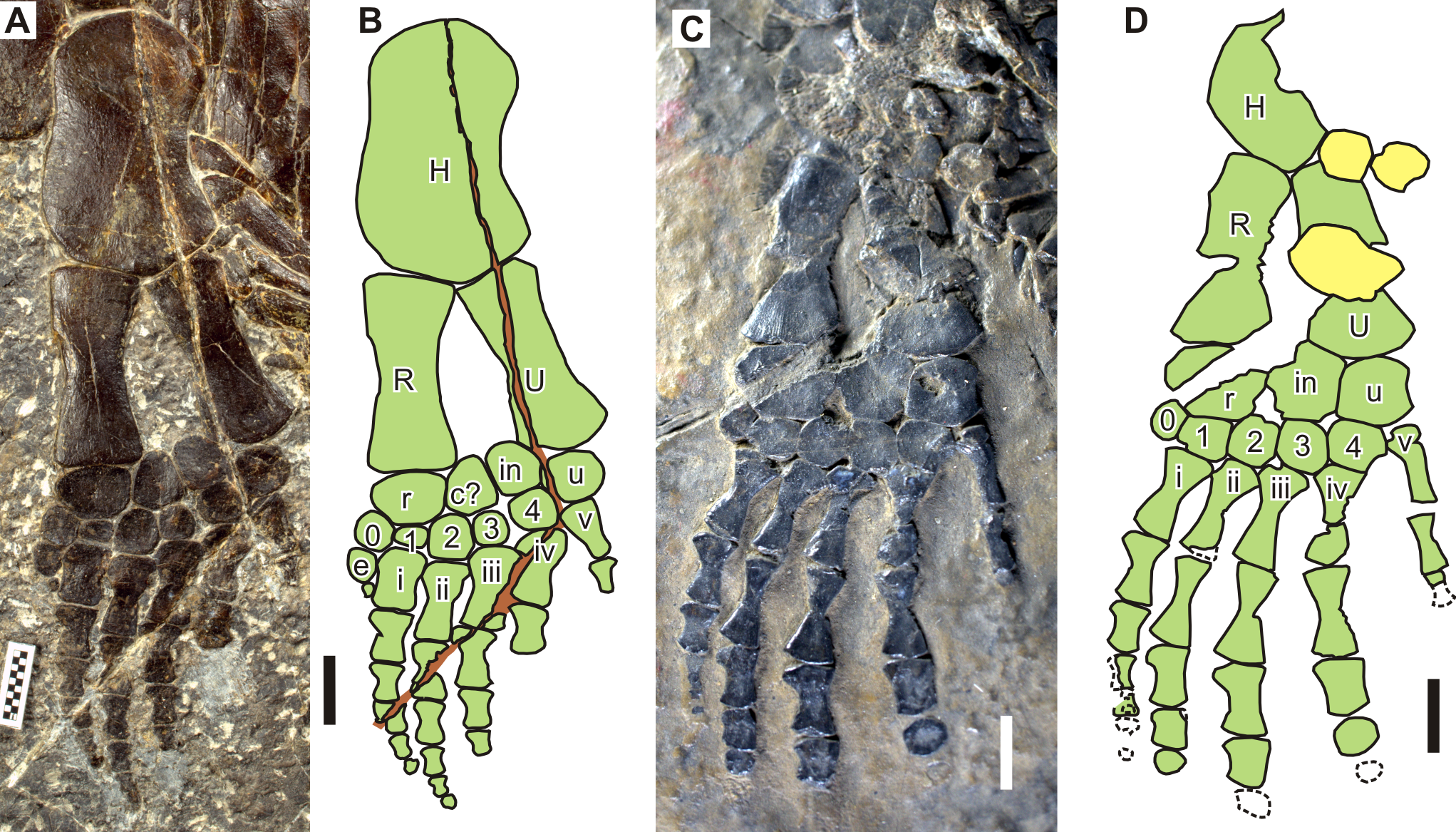
Extremidades delanteras.

|  | Hupehsuchus                                                    |
|  |                                                                |
|  | \| \| Parahupehsuchus \| \| \| \| \| \| IVPP V4070 \| \| \| \| |
|  |                                                                |
|  | Parahupehsuchus                                                |
|  |                                                                |
|  | IVPP V4070                                                     |
|  |                                                                |

|  | Parahupehsuchus |
|  |                 |
|  | IVPP V4070      |
|  |                 |

|  | Hupehsuchus                                                    |
|  |                                                                |
|  | \| \| Parahupehsuchus \| \| \| \| \| \| IVPP V4070 \| \| \| \| |
|  |                                                                |
|  | Parahupehsuchus                                                |
|  |                                                                |
|  | IVPP V4070                                                     |
|  |                                                                |

|  | Parahupehsuchus |
|  |                 |
|  | IVPP V4070      |
|  |                 |

|  | Hupehsuchus                                                    |
|  |                                                                |
|  | \| \| Parahupehsuchus \| \| \| \| \| \| IVPP V4070 \| \| \| \| |
|  |                                                                |
|  | Parahupehsuchus                                                |
|  |                                                                |
|  | IVPP V4070                                                     |
|  |                                                                |

|  | Parahupehsuchus |
|  |                 |
|  | IVPP V4070      |
|  |                 |

|  | Hupehsuchus                                                    |
|  |                                                                |
|  | \| \| Parahupehsuchus \| \| \| \| \| \| IVPP V4070 \| \| \| \| |
|  |                                                                |
|  | Parahupehsuchus                                                |
|  |                                                                |
|  | IVPP V4070                                                     |
|  |                                                                |

|  | Parahupehsuchus |
|  |                 |
|  | IVPP V4070      |
|  |                 |

|  | Hupehsuchus                                                    |
|  |                                                                |
|  | \| \| Parahupehsuchus \| \| \| \| \| \| IVPP V4070 \| \| \| \| |
|  |                                                                |
|  | Parahupehsuchus                                                |
|  |                                                                |
|  | IVPP V4070                                                     |
|  |                                                                |

|  | Parahupehsuchus |
|  |                 |
|  | IVPP V4070      |
|  |                 |

|  | Hupehsuchus                                                    |
|  |                                                                |
|  | \| \| Parahupehsuchus \| \| \| \| \| \| IVPP V4070 \| \| \| \| |
|  |                                                                |
|  | Parahupehsuchus                                                |
|  |                                                                |
|  | IVPP V4070                                                     |
|  |                                                                |

|  | Parahupehsuchus |
|  |                 |
|  | IVPP V4070      |
|  |                 |

|  | Hupehsuchus                                                    |
|  |                                                                |
|  | \| \| Parahupehsuchus \| \| \| \| \| \| IVPP V4070 \| \| \| \| |
|  |                                                                |
|  | Parahupehsuchus                                                |
|  |                                                                |
|  | IVPP V4070                                                     |
|  |                                                                |

|  | Parahupehsuchus |
|  |                 |
|  | IVPP V4070      |
|  |                 |

|  | Hupehsuchus                                                    |
|  |                                                                |
|  | \| \| Parahupehsuchus \| \| \| \| \| \| IVPP V4070 \| \| \| \| |
|  |                                                                |
|  | Parahupehsuchus                                                |
|  |                                                                |
|  | IVPP V4070                                                     |
|  |                                                                |

|  | Parahupehsuchus |
|  |                 |
|  | IVPP V4070      |
|  |                 |